# Celebhalottak (South Park)
A Celebhalottak (Dead Celebrities) a South Park című amerikai rajzfilmsorozat 13. évadjának 8. epizódja. Elsőként az amerikai Comedy Central mutatta be 2009. október 7-én. Magyarországon 2010. január 8-án mutatta be az MTV.

## Cselekmény
Ike Broflovski az éjszaka közepén folyamatosan halott hírességeket lát, mint Billy Mays, Farrah Fawcett és David Carradine. Kyle és szülei nagyon gondterheltek, mert aggódnak Ike miatt. Gerald szerint a fiát nagyon megviselte a sok híresség idei halála.
Kyle másnap elmondja barátainak, hogy öccse szellemeket lát. Cartmant addig nem is érdekli Ike esete, míg meg nem hallja, hogy Ike Billy Mays szellemét is látja, aki folyamatosan a "Chipotle lemosó" nevű terméket akarja eladni, amely eltávolítja a vérfoltokat az alsógatyáról a chipotle nevű mexikói chili paprika elfogyasztása után. Cartman szerint nagyon hatásos a termék.
Végül a fiúk úgy döntenek, hogy meghívják Ikehoz a Ghost Hunters (Szellem Vadászok) nevű tévéműsort, hogy kutassák föl a szellemeket a házban. A műsor csapata hamar meghátrál, mert mindenhol "kísérteties" hangokat hallan, és mindentől megijednek. Miután a szellemvadászok elmenekültek, Kyle megpróbálja elmagyarázni Ike-nak, hogy a szellemek csak a fejében léteznek, és nem valósak.
Mivel Ike továbbra is látja a szellemeket, és a pszichológus se tud segíteni rajta, kórházba kerül. A fiúk is elmennek a kórházba, hogy az orvosoktól megtudakolják Ike állapotát. Ike-ot egy médium kezeli a kórházban, aki elmagyarázza, hogy Ike azért látja a hírességek szellemeit, mert azok még nem léptek át a másvilágba. Elmondása szerint a hírességek egy ideiglenes létsíkban, a purgatóriumban tartózkodnak, és csak akkor léphetnek tovább, amikor mindnyájan elfogadják, hogy meghaltak. A médium kapcsolatba lép a szellemekkel, akiktől megtudja, hogy azért nem indulhatnak a képzeletbeli repülővel a purgatóriumból a másvilágra, mert Michael Jackson még nem érkezett meg a gépre. Kyle megpróbál beszélni Jackoval, hogy térjen vissza a purgatóriumba, de ehelyett az énekes megszállja Ike testét, majd egy paranormális erő kilöki a médiumot a kórház ablakán.
Ezek után a fiúk Ike-kal hazatérnek, ahol gondolkodóba esnek, miképp űzzék ki a fiú testéből Michael Jacksont. Az internetről megtudják, hogy egy szellem, akkor tud távozni a való világból, ha elégedett a néhai életével. Cartman szerint Jacko mindig is kislány szeretett volna lenni, ezért Ike-ot lányos ruhákba öltöztetik, és benevezik egy gyerekszépségversenyre. Ike jól szerepel a versenyen, de miután a férfi zsűritagokat elviszik a rendőrök, kétséges lett Ike biztos győzelme. Cartman észreveszi, hogy a megmaradt női zsűritag chipotlét eszik, és megtudja tőle, hogy nagyon szereti a mexikói gyorskaját. Cartman megvesztegeti a nőt, hogy adja a győztesnek járó trófeát Ikenak, cserébe ad neki egy chipotle lemosót. A nő megörül annak, hogy már bátran ehet chipotlét, és Ike-ot hirdeti meg győztesnek. Michael Jackson erre nagyon boldog lesz, és elhagyja a fiú testét, majd a purgatóriumba repül, ahol már nagyon várták.
Ike dühösen veszi észre, hogy női ruha van rajta, és nem érti a történteket. Kyle megvigasztalja öccsét, hogy minden rendben lesz. Eközben a hírességek felszállnak a repülővel a purgatóriumból, és egyenesen a pokolba repülnek.

## Utalások

A halott hírességek a purgatóriumban

- A purgatóriumban tartózkodó hírességek között ott van még Ed McMahon, Beatrice "Bea" Arthur, Walter Conkrite, Adam Goldstein és Patrick Swayze is.
- A kórházban dolgozó médium alakja utalás Zelda Rubinsteinre, aki számos szellemekkel foglalkozó filmben szerepelt.
- Az epizód parodizálja a Poltergeist-A kopogó szellem és a Hatodik érzék című filmeket.
- Billy May szellemének felbukkanása előtt hallható suttogó motívum a Péntek 13. című horrorfilmből való.
- Az epizód parodizálja a szellemekkel foglalkozó Ghost Hunters, és a gyermekszépségversenyeket rendező Toddlers and Tiaras című műsort.
- Az epizód szerint ha valaki chipotle fűszerezésű ételt eszik, annak később véres lehet az alsónadrágja. Az epizód levetítése után a Chipotle Mexican Grill nevű amerikai étteremlánc azonnal kijelentette, hogy ez egyáltalán nem igaz a fűszerrel kapcsolatban.

## Külső hivatkozások
- Celebhalottak Archiválva 2009. december 16-i dátummal a Wayback Machine-ben a South Park Studios hivatalos honlapon
- Celebhalottak az Internet Movie Database oldalon (angolul)